# Gadży Gadżyjew
Gadży Muslimowicz Gadżyjew, ros. Гаджи Муслимович Гаджиев (ur. 28 października 1945 w Chasawiurcie, w Dagestanie, Rosyjska FSRR) – rosyjski piłkarz oraz trener piłkarski.

## Kariera piłkarska

### Kariera klubowa
Wychowanek miejscowego klubu Spartak Chasawiurt, w którym rozpoczął karierę piłkarską. Od 1959 do 1964 grał w amatorskich zespołach miasta Chasawiurt. Zawodową karierę piłkarską rozpoczął w 1964 w klubie Spartak Leningrad. W następnym roku bronił barw amatorskiego zespołu Skorochod Leningrad. Ze względu na silną krótkowzroczność musiał zakończyć swoją karierę zawodniczą.

## Kariera trenerska
Po zakończeniu kariery piłkarza do 1972 pomagał trenować w Szkole Piłkarskiej miasta Chasawiurt oraz trenował jedną z miejscowych drużyn. Latem 1972 został zaproszony do sztabu szkoleniowego Dinama Machaczkała, w którym krótko pełnił obowiązki głównego trenera, a potem pomagał trenować klub. Od 1973 samodzielnie prowadził Dinamo Machaczkała, a w 1975 został skierowany na nauczanie do Wyższej Szkoły Trenerskiej w Moskwie. Po ukończeniu studiów w 1977 roku obronił pracę i został kandydatem nauk pedagogicznych. Od 1978 do 1980 pracował jako młodszy współpracownik naukowy w Ogólnoradzieckim Naukowo-Badawczym Instytucie Kultury Fizycznej w Moskwie. Prawie 20 lat pracował w sztabie szkoleniowym młodzieżowych i olimpijskich reprezentacji ZSRR, WNP oraz Rosji.
Od 1980 do 1984 pracował na stanowisku kierownika grupy kompleksowo-naukowej klubu CSKA Moskwa, a od 1982 do 1984 jako trener radzieckiej reprezentacji kurujący piłkarzy CSKA. Od 1985 do 1986 pełnił funkcje trenera reprezentacji ZSRR w centrum szkoleniowo-edukacyjnym drużyn narodowych w Nowogorsku. Od 1986 do 1988 jako asystent trenera olimpijskiej drużyny ZSRR zdobył medal olimpijski w Seulu w 1988 roku. Od 1989 do 1992 pomagał trenować młodzieżową (Mistrz Świata 1989) i pierwszą drużynę ZSRR. W latach 1993–1998 pomagał trenować młodzieżową i pierwszą drużynę narodową Rosji.
W latach 1999–2001 pracował na stanowisku głównego trenera Anży Machaczkała. W roku 2002 wyjechał do Japonii, gdzie trenował Sanfrecce Hiroszima (J. League). W 2003 powrócił do Anży Machaczkała. Od listopada 2003 roku do 2006 prowadził Krylja Sowietow Samara. Od maja 2007 roku do 8 sierpnia 2008 trenował Saturn Ramienskoje. Od roku 2010, po odejściu Omari Tetradze ponownie wrócił do Anży Machaczkała na stanowisko głównego trenera. 29 września 2011 został zwolniony ze stanowiska. W czerwcu 2012 stał na czele klubu Wołga Niżny Nowogród. 26 grudnia 2012 anulował kontrakt z Wołgą. 29 grudnia 2012 podpisał nowy kontrakt z Krylja Sowietow Samara. Ale już po pół roku, 8 sierpnia 2013 anulował kontrakt z klubem Krylja Sowietow, w związku z przejściem na stanowisko głównego trenera Anży Machaczkała. 22 maja 2014 anulował kontrakt z klubem Anży. 30 grudnia 2014 objął stanowisko głównego trenera klubu Amkar Perm.

## Sukcesy i odznaczenia

### Sukcesy trenerskie
- brązowy medalista Rosyjskiej Priemjer-Ligi: 2004
- finalista Pucharu Rosji: 2001, 2004
- mistrz Rosyjskiej Pierwszej Dywizji: 1999

### Sukcesy indywidualne
- najlepszy trener Rosji: 2000, 2007

## Odznaczenia =
- tytuł Zasłużonego Trenera Rosji
- Order "Za zasługi Republiki Dagestan"